# Victor Emery (Physiker)
Victor John Emery (* 16. Mai 1934 in Boston, Lincolnshire; † 17. Juli 2002 in Wading Riber, New York) war ein britischer theoretischer Festkörperphysiker.

## Leben
Emery studierte an der Universität London (Bachelor in Mathematik 1954) und wurde 1957 an der Manchester University bei Richard Eden in theoretischer Kernphysik promoviert. Als Post-Doc war er an der Universität Cambridge (Cavendish-Laboratorium), an der Kernforschungsanlage Harwell (AERE, Atomic Energy Research Establishment) und 1959/60 an der University of California, Berkeley bei Andrew Sessler als Harkness Fellow. Ab 1960 war er Lecturer in Birmingham und 1963/64 Visiting Assistant Professor in Berkeley.
Seit 1964 war er am Brookhaven National Laboratory, wo er seit 1966 eine Daueranstellung hatte und ab 1972 Senior Scientist war, die Tieftemperatur-Gruppe von 1973 bis 1977 und die Festkörpertheorie-Gruppe von 1975 bis 1984 und ab 1994 leitete. 1984/85 war er wissenschaftlicher Leiter des HFBR (High Flux Beam Reactor). 1971/72 war er Gastwissenschaftler an der Nordita sowie 1976 und 1981 Gastprofessor an der Universität Paris-Süd in Orsay. Von 1983 bis 1987 war er Kramers Lecturer an der Universität Utrecht und außerdem Gastprofessor am Stevens Institute of Technology der University of Sussex und der McMaster University.
Er starb 2002 an der Amyotrophen Lateralsklerose (ALS).
Emery befasste sich mit quantenmechanischer Vielteilchentheorie insbesondere in der Festkörperphysik. In Berkeley befasste er sich mit Helium-3-Quantenflüssigkeiten, wobei er in Analogie zur BCS-Theorie der Supraleitung Pairing von fermionischen Atomen und Suprafluidität vorhersagte (von Douglas Osheroff, David M. Lee, Robert Coleman Richardson 1972 entdeckt). Mit Martin Blume und Robert Griffiths entwickelte er ein Modell der Phasentrennung bei Helium-3-/Helium-4-Mischungen. Ab 1970 untersuchte er stark korrelierte Elektronensysteme und fand mit Alan Luther; exakte Lösungen für eindimensionale Elektronengas Modelle (Emery-Luther-Flüssigkeit) und das Phänomen der Trennung von Ladung und Spin bei den fundamentalen Anregungen. Weiter befasste er sich mit dem Kondo-Problem. In den 1980er und 1990er Jahren untersuchte er auch die 1986 entdeckten  Hochtemperatursupraleiter (HTSL), teilweise mit Steven Kivelson. Er erkannte, dass die Ladungsträger Löcher im Sauerstoffanteil der Kupferoxid-Ebenen statt wie damals vielfach angenommen im Kupfer sind. Er entwickelte mit Kivelson eine Theorie der HTSL, bei der er auch seine Erfahrungen mit dem eindimensionalen Fall stark korrelierter elektronischer Systeme anwandte, mit einer Trennung der Dynamik von Spin und Ladung, nur dass nach seiner Theorie im zweidimensionalen Fall der HTSL sich aufgrund der Abstoßungstendenz der dotierten Löcher-Ladungen in der Spin-Struktur des zugrundeliegenden Antiferromagneten Streifen bilden.
Er war Mitglied der American Academy of Arts and Sciences (2001) und erhielt 2001 den Oliver E. Buckley Condensed Matter Prize für fundamentale Beiträge zur Theorie wechselwirkender Elektronen in einer Dimension.

## Schriften
- Emery, Carlson, Kivelson, Orgad: arxiv:cond-mat/0206217 Concepts in High Temperature Superconductivity. 2002, Vortragsfolien dazu (PDF; 6,76 MB).
- Emery, Kivelson: Microscopic theory of HTS. 1998, arxiv:cond-mat/9809083
- Emery, Kivelson: Electronic phase separation and high temperature superconductors. In: K. Bedell, Z. Wang, D. Meltzer, A. Balatsky, E. Abrahams (Hrsg.): Strongly Correlated Electronic Materials: The Los Alamos Symposium 1993. Addison-Wesley, 1994, S. 619–656.
- Emery, Kivelson: Superconductivity in bad metals. Phys. Rev. Letters, Band 74, 1995, S. 3253.
- Emery, Kivelson, Zachar: Spin-gap proximity effect mechanism of high temperature superconductivity. Phys. Rev. Letters, Band 56, 1997, S. 6120–6147.
- Kivelson, Fradkin, Emery: Electronic liquid crystal phases of a doped mott insulator. In: Nature 393, 550, 1998.
- Emery (Hrsg.) Correlated electron systems. World Scientific 1993.